# Delphine Cascarino
Delphine Cascarino (Saint-Priest, Francia; 5 de febrero de 1997) es una futbolista francesa. Juega como delantera y su equipo actual es el San Diego Wave de la National Women's Soccer League de Estados Unidos. Es internacional con la Selección Femenina de Fútbol de Francia.

## Clubes
| Club              | País           | Año             |
| ----------------- | -------------- | --------------- |
| Olympique de Lyon | Francia        | 2015 - 2024     |
| San Diego Wave    | Estados Unidos | 2024 - presente |

## Palmarés

### Campeonatos nacionales
| Título               | Club              | País    | Año     |
| -------------------- | ----------------- | ------- | ------- |
| Division 1           | Olympique de Lyon | Francia | 2014-15 |
| Copa de Francia      | Olympique de Lyon | Francia | 2014-15 |
| Division 1           | Olympique de Lyon | Francia | 2015-16 |
| Copa de Francia      | Olympique de Lyon | Francia | 2015-16 |
| Division 1           | Olympique de Lyon | Francia | 2016-17 |
| Copa de Francia      | Olympique de Lyon | Francia | 2016-17 |
| Division 1           | Olympique de Lyon | Francia | 2017-18 |
| Copa de Francia      | Olympique de Lyon | Francia | 2018-19 |
| Division 1           | Olympique de Lyon | Francia | 2018-19 |
| Supercopa de Francia | Olympique de Lyon | Francia | 2019    |
| Copa de Francia      | Olympique de Lyon | Francia | 2019-20 |
| Division 1           | Olympique de Lyon | Francia | 2019-20 |

### Campeonatos internacionales
| Título            | Equipo               | Sede       | Año     |
| ----------------- | -------------------- | ---------- | ------- |
| Mundial Sub-17    | Selección de Francia | Azerbaiyán | 2012    |
| Euro Sub-19       | Selección de Francia | Eslovaquia | 2016    |
| Liga de Campeones | Olympique de Lyon    | Italia     | 2015-16 |
| Liga de Campeones | Olympique de Lyon    | Gales      | 2016-17 |
| Liga de Campeones | Olympique de Lyon    | Ucrania    | 2017-18 |
| Liga de Campeones | Olympique de Lyon    | Hungría    | 2018-19 |
| Liga de Campeones | Olympique de Lyon    | España     | 2018-19 |

### Distinciones individuales
| Distinción                | Evento                                 | Año     |
| ------------------------- | -------------------------------------- | ------- |
| Balón de Bronce           | Copa Mundial Femenina de Fútbol Sub-20 | 2016    |
| MVP de la Final           | Liga de Campeones Femenina de la UEFA  | 2019-20 |
| Equipo Femenino del Mundo | IFFHS                                  | 2020    |